# Alexander Wiktorowitsch Tichonowezki
Alexander Wiktorowitsch Tichonowezki (russisch Александр Викторович Тихоновецкий; * 11. April 1979 in Nachodka) ist ein ehemaliger russischer Fußballspieler.
Der Stürmer begann 1997 seine Karriere bei Okean Nachodka. 2000 ging er zu Lutsch-Energija Wladiwostok. In der ersten Jahreshälfte 2001 spielte er bei ZSKA Moskau, um dann wieder zu Wladiwostok zurückzukehren. Ab 2002 stand er für zwei Jahre bei Tschernomorez Noworossijsk unter Vertrag. Dann ging er wieder, zum dritten Mal, zu Lutsch-Energija, mit denen er 2005 in die Premjer-Liga aufstieg. 2006 wurde er bei einer Dopingkontrolle positiv auf Cannabis getestet und für acht Monate gesperrt.  Weitere Stationen seiner Karriere waren FK Kuban Krasnodar, FK Nischni Nowgorod, Alanija Wladikawkas und wieder Lutsch-Energija.